# Vida Rock Band
A Vida Rock Band egy magyar együttes. 2007 áprilisában alakult meg a szombathelyi Vida LRD és a győri Orfeus zenészeiből. Névadója az a Vida Ferenc, aki alapítója, majd vezetője volt a Lord együttesnek. A zenekar három stúdiólemez után feloszlott: a tagság nagy része újjáalakította az Orfeus zenekart, Vida Ferenc új zenekart alapított, már csak Vida néven. Azonban az új zenekar már nem volt hosszú életű, ugyanis Vida Ferenc 2017 január 19.-én váratlanul elhunyt.

## Tagok
2007 - 2009.
- Vida Ferenc (Fefe) basszusgitár
- Kovács Ferenc (Fery) gitár
- Halmai Róbert (Robi) szintetizátor
- Oszter Tihamér (Oszi) ének
- Csóka Csaba (Csabi) dob
- Kovács Krisztián (Kitty) szintetizátor

2009. május - 2009. szeptember (Vida'60 turné)
- Vida Ferenc (Fefe) basszusgitár
- Laki Tamás(Tom) gitár
- Hóbor László (Laci) szintetizátor
- Szőts Gergely (Gery) ének
- Knausz Péter (Petya) dob

2009. szeptember - 2010. június
- Vida Ferenc (Fefe) basszusgitár
- Zsiborás György (George) gitár
- Borbás István (Steve) szintetizátor
- Divós József ének
- Szalai Gábor (Stirlitz) dob

2010. júliustól...-?
- Vida Ferenc (Fefe) basszusgitár
- Kovács Ferenc (Fery) gitár
- Borbás István (Steve) szintetizátor
- Divós József ének
- Csóka Csaba (Csabi) dob

Utolsó felállás (?-2016)
- Vida Ferenc (Fefe) basszusgitár
- Kovács Ferenc (Fery) gitár
- Borbás István (Steve) szintetizátor
- Oszter Dés Tamás ének
- Csóka Csaba (Csabi) dob

## Zenei stílus
Klasszikus hard rock zene. West coast dalok, neoklasszikus hatásokkal és Yngwie Malmsteen-ízű gitárszólókkal tarkítva.

## Diszkográfia
1. Let The Hammer Fall Vol. 64. (2008)
2. Ellopott remények (2008)
3. Gyáva angyal (2013)
4. Rockerszív (2015)

## Külső hivatkozások
- Az együttes hivatalos honlapja
- Kovács Fery gitáros Ba-rock produkciójának hivatalos honlapja
- Halmai Róbert honlapja
- Egy ember, aki soha nem adja fel! Interjú Vida Ferenc rockzenésszel
- A Vida Rock Band és az Ellopott Remények